# BRF (buques)
BRF (en francés: bâtiments ravitailleurs de forces) es una clase de buques logísticos de la Marine nationale (marina de guerra) de Francia. Es una clase de cuatro naves que sustituirá a la clase Durance. Será el buque más grande de la marina francesa después del portaaviones Charles de Gualle.

## Desarrollo
Esta clase es parte del programa FLOTLOG, llevado a cabo entre Francia e Italia bajo la conducción de OCCAR. En enero de 2019 Chantiers de l'Atlantique y Naval Group recibieron el contrato para la construcción de cuatro buques. Las entregas serán de 2022 a 2029.
Su diseño está basado en el buque Vulcano construido por el constructor italiano Fincantieri para la Marina Militare. Fincantieri fabrica la sección de proa y Chantiers de l'Atlantique la sección de popa.
En febrero de 2022 Fincantieri cortó el acero de la segunda nave, Jacques Stosskopf.
El 29 de abril de 2022 Chantiers de l'Atlantique llevó a cabo la botadura de la primera unidad, Jacques Chevallier. Se espera su entrega en 2023.

## Características
El BRF tiene 31 000 t de desplazamiento, 194 m de eslora y 27,9 m de manga, capacidad de carga de 13 000 m³; y 130 tripulantes + 60 pasajeros; y cañones de 40 mm.

## Unidades
| Nombre             | n.º  | Puesta de quilla | Botadura | Entrada en servicio |
| ------------------ | ---- | ---------------- | -------- | ------------------- |
| Jacques Chevallier | A725 | 2021             | 2022     | 2023 (prevista)     |
| Jacques Stosskopf  |      |                  |          | 2025 (prevista)     |
| Émile Bertin       |      |                  |          | 2027 (prevista)     |
| Gustave Zédé       |      |                  |          | 2029 (prevista)     |